# 今井朋彦
今井 朋彦（いまい ともひこ、1967年8月20日 - ）は、日本の俳優、声優、演出家。身長174cm、体重64kg。血液型はO型。所属事務所はUAM株式会社。

## 来歴・人物
東京都出身。慶應義塾高等学校、慶應義塾大学文学部卒業。大学在学中の1987年に文学座研究所入所、1990年に大学を卒業し、1992年に文学座座員へ昇格。
当初は舞台中心の活動だったが、三谷幸喜が脚本を担当した『HR（エイチアール）』にレギュラー出演して以降、三谷作品も含めて出演が増加。『新選組!』や『風林火山』で演じた情けなくも憎めないキャラクターが話題となった。
CMでは殿様姿に扮して歌うエステーの「消臭プラグ」シリーズが認知される。
2012年、舞台『破産した男』での演技により平成23年度芸術選奨文部科学大臣新人賞を受賞。
俳優業のほか、2010年度から2019年度まで桜美林大学芸術文化学群演劇専修で特任教員を務め、舞台芸術基礎や発声朗読法の講義、その他ゼミで教鞭を執る。
2020年6月、文学座を退団。
趣味はヨット、野球。好きなものは焼肉、銭湯。

## 出演

### テレビドラマ
- HR（エイチアール）（2002年 - 2003年、フジテレビ） - 村井朋彦 役
- 伝説のマダム（2003年、日本テレビ） - 香川武彦 役
- ビギナー（2003年、フジテレビ） - 猪瀬 役
- 大河ドラマ（NHK）
  - 新選組!（2004年） - 徳川慶喜 役
  - 風林火山（2007年） - 小笠原長時 役
  - 軍師官兵衛（2014年） - 平岡頼勝 役
  - 真田丸（2016年） - 大野治長 役
- おばさんデカ 桜乙女の事件帖14（2006年、フジテレビ） - 佐田貴一郎 役
- 古畑任三郎ファイナル（2006年、フジテレビ） - 郡山繁 役
- 監査法人（2008年、NHK） - 北山 役
- 世にも奇妙な物語 秋の特別編「ボディレンタル」（2008年、フジテレビ）
- オトコマエ!（2008年、NHK） - 文吾 役
- モンスターペアレント（2009年、フジテレビ） - 川本英二 役
- ドラマ8 七瀬ふたたび（2008年、NHK） - 西尾 役
- 炎神戦隊ゴーオンジャー（2008年、テレビ朝日） - 柏木左京 役
- 浪花の華〜緒方洪庵事件帳〜（2009年、NHK） - 村越平八郎 役
- 臨場（2009年、テレビ朝日） - 北沢技官 役
- 狩矢警部シリーズ7「小野小町殺人事件」（2009年、TBS） - 伊吹陽一郎 役
- 金曜プレステージ「警視庁三ツ星刑事 佐々木丈太郎」1-2（2009年 - 2010年、フジテレビ） - 島村係長 役
- 科捜研の女 第10シリーズ 第7話（2010年、テレビ朝日） - 安芸津治 役
- 世直し公務員　ザ・公証人4（2011年、TBS）
- 相棒 Season 10 第18話（2012年、テレビ朝日） - 泊真一 役
- 遺留捜査 第2シリーズ 第6話（2012年、テレビ朝日） - 松下孝介 役
- 土曜ドラマスペシャル「負けて、勝つ 〜戦後を創った男・吉田茂〜」（2012年、NHK） - 東久邇宮稔彦王 役
- 月曜ゴールデン「駅弁刑事・神保徳之助7」（2013年、TBS） - 石黒大二郎 役
- 水曜ミステリー9（テレビ東京）
  - 「鉄道警察官・清村公三郎10」（2013年） - 小田島辰雄 役
  - 「特命おばさん検事! 花村絢乃の事件ファイル」（2014年 - ） - 鬼頭英二 役
- 人生ごっこ（2013年、フジテレビ） - 湯浅 役
- HERO 第2シリーズ 第1話（2014年7月14日、フジテレビ） - 堀 役
- 警視庁捜査一課9係 season9 第2話（2014年、テレビ朝日） - 蒲生隆一 役
- SAKURA〜事件を聞く女〜 第2話（2014年、TBS） - 今井聡 役
- 世にも奇妙な物語 25周年記念!秋の2週連続SP 傑作復活編「思い出を売る男」（2015年11月21日、フジテレビ） - 夢野虎彦 役
- 嫌な女 第2回（2016年、NHK BSプレミアム） - 岩井卓 役
- カインとアベル（2016年10月17日 - 12月19日、フジテレビ） - 後藤 役
- 黒井戸殺し（2018年4月14日、フジテレビ） - 蘭堂吾郎 役
- 義母と娘のブルース 第5話（2018年8月7日、TBS） - 熊谷秀人 役
- 家康、江戸を建てる（前編）「水を制す」（2019年1月、NHK） - 井伊直政 役
- メゾン・ド・ポリス（2019年1月11日 -   3月15日、TBS） - 間宮朝人 役
- あしたの家族 (2020年、TBS)（2020年1月5日） - 鳩山製菓人事部長 役
- 半沢直樹（2020年7月19日 - 9月27日、TBS） - 玉置克夫 役
- 税務調査官・窓際太郎の事件簿35 （2020年12月6日、BS-TBS） - 赤塚俊三郎 役
- レッドアイズ 監視捜査班（2021年1月23日 - 3月27日、日本テレビ） - 神流川一馬 役
- 緊急取調室 第4シリーズ（2021年） - 東修二 役
- 准教授・高槻彰良の推察 - 遠山宏孝 役
  - season1（2021年、東海テレビ・フジテレビ）
  - season2（2021年、WOWOW）
- ラジエーションハウスII～放射線科の診断レポート～ 第1話・11話（2021年10月4日・12月13日、フジテレビ） - 高輪貴史 役
- 警視庁強行犯係 樋口顕 Season2 第7話（2022年8月26日、テレビ東京） - 鳥越和義 役
- ラストマン-全盲の捜査官-（2023年4月23日 - 6月25日、TBS） - 今藤完治 役[5]
- それぞれの孤独のグルメ 第11話（2024年12月14日、テレビ東京） - キッチン大浪・大将 役
- 御上先生 第1話・第8話・第9話（2025年1月19日・3月9日・3月16日、TBS） - 是枝雅和 役
- アイシー〜瞬間記憶捜査・柊班〜（2025年1月21日 - 3月25日、フジテレビ） - 貝原松也 役[6]

### 映画
- NITABOH 仁太坊-津軽三味線始祖外聞（2004年） - 菊之助 役
- 交渉人 真下正義（2005年） - シンバル奏者 役
- アキハバラ@DEEP（2006年） - 平井進之介 役
- 人生の約束（2016年） - 塩谷航平 役（声の出演）
- 怪物の木こり（2023年） - 矢部正嗣 役
- 映画ラストマン -FIRST LOVE-（2025年公開予定） - 今藤完治 役[7]

### 舞台
- 雨の運動会（1988年9月 文学座アトリエ） - 男子生徒8（ライト兄弟） 役
- 近松女敵討（1988年 サンシャイン劇場） - 助三 役
- チェンジングルーム（1989年6月-7月 紀伊国屋ホール） - フランク 役
- 桃花春（1991年5月-6月 紀伊国屋ホール） - 勇 役
- 胸さわぎの放課後（1991年 東京芸術劇場）
- かどで（1992年6月 文学座アトリエ） - 秀太郎 役
- ガリレオ物語（1992年 東京芸術劇場）
- お気に召すまま（1992年 ベニサンピット）
- マイ チルドレン！マイ アフリカ！（1992年12月 文学座アトリエ） - タミ 役
- 夜のキャンバス（1993年8月-11月 三越劇場） - 武田誠 役
- マイ チルドレン！マイ アフリカ！（1994年6月-7月 東京芸術劇場他） - タミ 役 ※再演
- 火の鳥（1994年10月 日生劇場） - クマソ国の村人、砂漠の民 役
- 絹布の法被（1995年 日生劇場）
- THE BOYS ストーンヘンジアパートの隣人たち（1995年5月-6月 文学座アトリエ） - ジャック役
- 水面鏡（1996年5月 文学座アトリエ） - 田川静一 役 ※第31回紀伊國屋演劇賞個人賞受賞
- イサドラ−when she danced（1997年5月-6月 ベニサンピット他） - アレクサンドロス・エリオポロス 役
- 月がとっても蒼いから（1997年11月-12月 文学座アトリエ他） - 大泉作太郎 役
- 太陽が死んだ日（1997年12月-1998年1月 アートスフィア） - ディエゴ・デ・トルヒリョ 役
- テレーズ・ラカン（1998年1月-3月 ベニサンピット） - カミーユ 役
- アマデウス（1998年4月-5月 サンシャイン劇場他）
- ルル（1998年12月 ベニサンピット） - シュワルツ / ボブ 役
- 小さき神のつくりし子ら（1999年3月-4月 俳優座劇場他） - ジェームズ・リーズ 役
- 夢の島イニシュマーン（1999年10月 紀伊国屋ホール） - ビリー 役
- マリアの首（1999年12月 俳優座劇場） - 桃園 役
- 怒濤（2000年1月 新国立劇場 演出：マキノノゾミ） - 喜多一郎 役
- 心破れて（2000年6月 文学座アトリエ） - イソクリーズ 役
- 月がとっても蒼いから（2000年9月 大田区民プラザ他） - 大泉作太郎 役 ※再演
- 蝶のやうな私の郷愁（2000年11月-12月 文学座アトリエ） - 演出
- こわれがめ（2001年7月 俳優座劇場） - ワルター 役 ※第9回読売演劇大賞優秀男優賞受賞
- コペンハーゲン（2001年10月-11月 新国立劇場） - ハイゼンベルク 役 ※第9回読売演劇大賞優秀男優賞受賞
- はぐらかされたわが幸せ−書簡・チェーホフ（2001年11月 シアターΧ） - メイエルホリド 役　※朗読
- 職さがし（2001年12月 世田谷パブリックシアター） - ウォレス 役 ※第9回読売演劇大賞優秀男優賞受賞
- 木に花咲く（2002年3月 富山市オーバード芸術劇場）
- 湯葉と文鎮−芥川龍之介小伝−（2002年5月 俳優座劇場） - 芥川龍之介 役
- 出撃（2002年6月 東京芸術劇場他） - 瀬川 役
- 4時48分サイコシス（2002年7月 シアタートラム） ※リーディング
- エレファント・マン（2002年10月-11月 赤坂ACTシアター他） - トリーヴズ 役
- ゴロヴリョフ家の人々（2003年6月-7月 新国立劇場） - ポルフィーリー 役
- ニュルンベルク裁判（2003年10月-11月 紀伊國屋サザンシアター他） - ロルフ 役
- インソムニア−眠れぬひと−（2004年4月 世田谷パブリックシアター）
- 求塚（2004年7月 シアタートラム） - 瀬川役
- TERRA NOVA−テラ・ノヴァ−（2004年9月-10月 文学座アトリエ他） - スコット 役
- 怒りをこめてふり返れ（2004年11月 紀伊国屋ホール） - クリフ 役
- デモクラシー（2005年2月-4月 青山劇場他） - アルノ・クレッチマン 役
- うら騒ぎ / ノイゼズ・オフ（2005年6月-7月 新国立劇場） - ロジャー・トランプルメイン 役
- 浸食し合う領域◎逆転編（2005年9月 セッションハウス） ※ダンス
- ブラウニング・バージョン（2005年10月 俳優座劇場） - フランク・ハンター 役
- HEART of GOLD−百年の孤独−（2005年12月 世田谷パブリックシアター他）
- カエル（2006年4月 新国立劇場） - 旅人 役
- 溺れる花嫁（2006年9月 紀尾井ホール） - マット / ブラント 役
- サクソフォン・マンスリー・スタジオ・ライブ（2006年12月 くにたち芸術小ホール）※朗読
- ブレーメンの自由（2007年1月-2月 こまばアゴラ劇場） - ゴットフリート 役 ※リーディング
- コペンハーゲン（2007年3月 新国立劇場） - ハイゼンベルク 役 ※再演
- 国盗人（2007年6月-8月 世田谷パブリックシアター他） - 善二郎 / 左大臣 / 理智門 役
- 恐れを知らぬ川上音二郎一座（2007年11月-12月 シアタークリエ 作・演出：三谷幸喜） - 飯尾床音 役
- ウラノス（2008年2月 青山円形劇場） - 古橋 役
- 日本語を読む〜リーディング形式による上演〜『星の王子様』（2008年5月 シアタートラム） - 演出
- 日本語を読む〜リーディング形式による上演〜『棒になった男』（2008年5月 シアタートラム） ※リーディング
- 華燭（2008年6月-7月 三鷹芸術文化センター） - 佐竹幸夫 役
- 友達（2008年11月 世田谷パブリックシアター他） - 長男 役
- ストーン夫人のローマの春（2009年3月 PARCO劇場他） - クリストファー 役
- 炎の人（2009年6月-7月 天王洲銀河劇場他） - テオドルス・ファン・ゴッホ 役
- ヘンリー六世（2009年10月-11月 新国立劇場 演出：鵜山仁） - 使者 / 弁護士 / エドワード 役
- 蜘蛛女のキス（2010年1月-2月 梅田芸術劇場他） - 刑務所長 役
- −初恋（2010年6月-7月 三鷹芸術文化センター他） - 笹川周二郎 役
- わが町（2010年10月-11月 静岡芸術劇場） - 演出
- 国民の映画（2011年3月-5月 PARCO劇場他 作・演出：三谷幸喜） - エーリッヒ・ケストナー役
- いのちを詠う−日本の現代詩から−（2011年5月 世田谷パブリックシアター）
- グレンギャリー・グレン・ロス（2011年6月 天王洲銀河劇場他 演出：青山真治） - ウィリアムソン 役
- スガンさんのやぎ（2011年8月 静岡芸術劇場他） - 声の出演
- 破産した男（2011年10月 あうるすぽっと） - 破産した男役 ※第62回芸術選奨新人賞演劇部門受賞
- 松本泰幸 サクソフォン・シアター（2011年10月 小金井市民交流センター） ※朗読
- 炎の人（2011年11月-12月 天王洲銀河劇場） - テオドルス・ファン・ゴッホ 役 ※再演
- ケンジのイノリ〜3.11ニモマケズ〜（2012年3月 桜美林プルヌスホール）
- OPAP『パンドラの鐘』（2012年7月 桜美林大学プルヌスホール） - 演出
- リチャード三世（2012年10月 新国立劇場 演出：鵜山仁） - エドワード四世 役
- 100万回生きたねこ（2013年1月-2月 東京芸術劇場他 演出・振付：インバル・ピント&アブシャロム・ポラック） - 王様 / メスねこ 役
- おのれナポレオン（2013年4月-5月 東京芸術劇場 演出：三谷幸喜） - アントンマルキ 役
- ジャンヌ（2013年9月 世田谷パブリックシアター 作：ジョージ・バーナード・ショー 演出：鵜山仁） - ウォリック 役
- 国民の映画（2014年2月-3月 PARCO劇場他 作・演出：三谷幸喜） - エーリッヒ・ケストナー役 ※再演
- OPAP『NOISES OFF』（2014年7月 桜美林大学プルヌスホール） - 演出
- トロイラスとクレシダ（2015年7月-8月 世田谷パブリックシアター） - ユリシーズ 役
- 再びこの地を踏まず−異説・野口英世物語−（2015年11月 紀伊國屋サザンシアター他） - 野口英世 役
- OPAP『セチュアンの善人』（2016年4月 桜美林大学プルヌスホール） - 演出
- ヘンリー四世（2016年11月-12月 新国立劇場 演出：鵜山仁） - 旅人 / 騎士リチャード・ヴァーノン / 高等法院長 役
- 子午線の祀り（2017年7月 世田谷パブリックシアター 演出：野村萬斎） - 梶原平三景時 役
- 第5回 朗読東京『目羅博士の不思議な犯罪』（2017年8月 東京芸術劇場 演出：長部聡介） - 江戸川 役 ※朗読
- リチャード三世（2017年10月-11月 東京芸術劇場他 演出：シルヴィウ・プルカレーテ） - マーガレット 役
- TERROR（2018年1月-2月 紀伊国屋サザンシアター他 演出：森新太郎） - 裁判長 役
- ウーマン・オブ・ザ・イヤー（2018年5月-6月 梅田芸術劇場他 演出：板垣恭一） - ジェラルド 役
- 再びこの地を踏まず−異説・野口英世物語−（2018年9月-10月 地方公演） - 野口英世 役 ※再演
- Le Père 父（2019年2月-3月 東京芸術劇場他 演出：ラディスラス・ショラー） - ピエール 役
- Taking Sides〜それぞれの旋律〜（2019年5月-6月 本多劇場他 演出：鵜山仁） - ヘルムート・ローデ 役
- 再びこの地を踏まず−異説・野口英世物語−（2019年9月-10月 地方公演） - 野口英世 役 ※再演
- メモリアル（2019年12月 文学座アトリエ） - 演出
- メナム河の日本人（2020年2月-3月 静岡芸術劇場） - 演出
- 真夏の夜の夢（2020年10月-11月 東京芸術劇場他 演出：シルヴィウ・プルカレーテ）
- 月とシネマ2023（2023年11月 - 12月、PARCO劇場他 演出：G2） - 榊哲哉 役[8]
- 中村仲蔵 〜歌舞伎王国 下剋上異聞〜（2024年2月 - 3月、東京建物 Brillia HALL他 / 2025年9月〈予定〉、上海交通銀行前滩31文化芸能センター・大劇場 演出：蓬莱竜太） - 金井三笑 役[9][10][11]
- 未来少年コナン（2024年5月28日 - 6月16日、東京芸術劇場 演出：インバル・ピント、ダビッド・マンブッフ） - レプカ 役[12]
- オイディプス王（2025年2月 - 3月、パルテノン多摩 大ホール 他 演出：石丸さち子）[13]
- コレット（2025年8月、日本青年館・梅田芸術劇場 演出：G2） - ウィリー役[14]

### テレビアニメ
- 人間交差点（2003年） - 島田〈後輩〉 役

### 劇場アニメ
- NITABOH 仁太坊-津軽三味線始祖外聞（2004年） - 菊之助 役[15]

### 吹き替え
- アンダー・サスピション - フェリックス・オーエンス（トーマス・ジェーン） 役 ※テレビ東京版
- ER緊急救命室シーズンⅩ 第12話 - マット・ギレスピー 役
- イナフ - ジョー（ダン・ファターマン） 役 ※ソフト版
- オリバー・ツイスト 第3話&第4話 - ロズバーン 役
- シークエスト2 第41話 - マローダー 役
- シン・レッド・ライン - ホワイト少尉（ジャレッド・レト） 役
- ダ・ヴィンチ・コード - 記者マイケル（セス・ガベル） 役 ※劇場公開版（ソフト収録）
- たどりつけばアラスカ - マイク・モンロー（アンソニー・エドワーズ） 役
- 007 ダイ・アナザー・デイ - グスタフ・グレーブス（トビー・スティーブンス） 役 ※ソフト版
- チャームド4 第72話 - 王子 役
- パラサイト - ジーク・タイラー（ジョシュ・ハートネット） 役 ※ソフト版
- ブラボー火星人2000
- プルーフ・オブ・マイ・ライフ - ハル（ジェイク・ジレンホール） 役
- ボーイ・ミーツ・ワールド6 第134話 - アダム 役
- 名探偵モンク1 第6話
- 名探偵モンク4
- レリックハンター

### 人形劇
- シャーロックホームズ（2015年、NHK Eテレ） - ヘンリー・バスカーヴィル 役

### ラジオドラマ
- 青春アドベンチャー（NHK-FM）
  - 夢源氏剣祭文 - 碓井貞光 役
  - 笑う20世紀 5『100年の恋』
  - 風神秘抄
  - 尾張春風伝
  - 押入れのちよ
  - サマルカンド年代記
  - タイムスリップ源平合戦
  - アドリア海の復讐
  - 家守綺譚
  - ピエタ（2012年4月 - 5月）
  - ダブル・キャスト
  - 二分間の冒険（2012年9月）
  - フランケンシュタイン - ヴィクター・フランケンシュタイン 役
  - シュレミールと小さな潜水艦
  - 白狐魔記シリーズ
  - 斜陽の国のルスダン（2017年8月） - ギオルギ 役
  - 水晶宮の死神（2017年10月） - 死神 役

- FMシアター（NHK-FM）
  - アウラ
  - 古井戸（前・後編）
  - 九月の微笑
  - いつか超える海
  - チョコリエッタ
  - 静かな大地
  - 蔵
  - ア・ルース・ボーイ（1991年10月）
  - 風はまだ止まない
  - ディアノーバディ
  - 父の代理人
  - イジメの行方
  - 母、逝かず
- TBSラジオ
  - 開局60周年 PRE10周年 下町ロケット（2012年3月）
  - ラジオシアター〜文学の扉（2012年5月20日、27日）
- 朗読（NHKラジオ第2）
  - 竹青
  - 魚服記
  - 即興詩人（2005年10月）
  - 蛇
  - 鼠坂
  - グスコーブドリの伝記（2011年10月）

### ドキュメンタリー
- NHKスペシャル（NHK）
  - 「日本海軍 400時間の証言」（2009年8月10日） - 声の出演
  - 「仁淀川〜青の神秘〜」（2012年3月） - ナレーション
  - 「”世界最強”伝説　ラスベガス世紀の一戦」（2013年1月） - 声の出演
  - 新・映像の世紀  第1集「百年の悲劇はここから始まった」（2015年10月25日） - 朗読
  - 「シリア　絶望の空の下で 閉ざされた街　最後の病院」 - 声の出演
  - 「731部隊の真実〜エリート医学者と人体実験〜」 - 声の出演
  - 「戦後ゼロ年 東京ブラックホール 1945-1946」（2017年8月20日） - 声の出演
  - 「“冒険の共有” 栗城史多の見果てぬ夢」（2019年1月14日） - 声の出演
  - 「全貌　二・二六事件〜最高機密文書で迫る〜」（2019年８月15日） - 朗読
- クローズアップ現代「福島を生きる　詩に刻む被災地の言葉」（2011年8月、NHK） - ナレーション
- 地球ドラマチック（2012年5月5日ほか、NHK Eテレ） - 日本語版ナレーター ※渡辺徹の代役、渡辺の死去後はレギュラーで担当

### バラエティ
- CutOut（2009年5月28日、NHK BShi） - キャスター 役
- 柳家喬太郎の粋ダネ!（2011年7月23日、BS11）

### CM
- エステー どこでも電池の消臭プラグ - 殿様 役 ※大河ドラマ『新選組!』を見てエステー（当時・エステー化学）側から殿様役としてオファーされた